# Conquistador (cheval)
Pour les articles homonymes, voir Conquistador (homonymie).
Conquistador (né le 27 mars 2001) est un étalon de robe baie, fils de Clinton, issu du stud-book du BWP, et monté en saut d'obstacles. Il est surtout connu pour être un excellent reproducteur, seul étalon de saut d'obstacles dont deux poulains ont figuré dans le top 30 mondial aux Jeux équestres mondiaux de 2018 à Tryon.

## Histoire
Conquistador naît le 27 mars 2001, à l'élevage belge de Hubert Hamerlinck, sous le nom de Bush van de Heffinck,. Il est vendu jeune poulain, avec sa mère, à l'Australien Chris Chugg, qui le rebaptise « Conquistador ». 
Il grandit en Irlande, puis est envoyé en Australie à l'âge de 3 ans, où Chris Chugg le forme jusqu'au plus haut niveau afin de le re-vendre. Il rejoint ensuite les États-Unis, en Californie, où il est monté par un élève d'Éric Navet, Karl Cook, à qui il permet d'atteindre le plus haut niveau (5 étoiles), en particulier au CSIO de Spruce Meadows. En 2015, il est monté par le cavalier français Éric Navet.

## Description
Conquistador est un étalon de robe baie, inscrit au stud-book du BWP. 
Chris Chugg le décrit comme d'une nature calme, très agréable pour les soins et sous la selle, bien que pouvant se montrer dominant en présence d'autres chevaux. Il ajoute que l'étalon dispose de moyens et montre de la puissance. D'après Éris Navet, Conquistador a « de la volonté, de l'influx et un coup de génie sur les barres ».

## Palmarès
Il est 434e du classement mondial des chevaux d'obstacle établi par la WBFSH en octobre 2012, puis 900e mondial en octobre 2013, et 1228e en juin 2015.

## Origines
Conquistador est un fils de l'étalon Holsteiner Clinton, et de la jument BWP Quintana van den Bosrand, par l'étalon KWPN Heartbreaker.

## Descendance
Conquistador a donné quelques poulains en Australie, de grande qualité au regard du faible nombre de saillies. Il est le père de Oaks Redwood et de Yandoo Oaks Constellation, par deux mères Selle français ; ces deux chevaux figurent parmi les 30 meilleurs mondiaux en saut d'obstacles aux Jeux équestres mondiaux de 2018.
Il est présent au haras de la Bouloye, dans le Nord de la France, pour la saison de reproduction de 2019,. Ses poulains sont réputés pour la qualité de leur passage de dos, pour la beauté et l'expressivité de leur tête, pour avoir suffisamment de sang, pour hériter d'un type « très moderne », mais ils peuvent manquer de taille pour la pratique du saut d'obstacles.